# Robert Frederick Blum

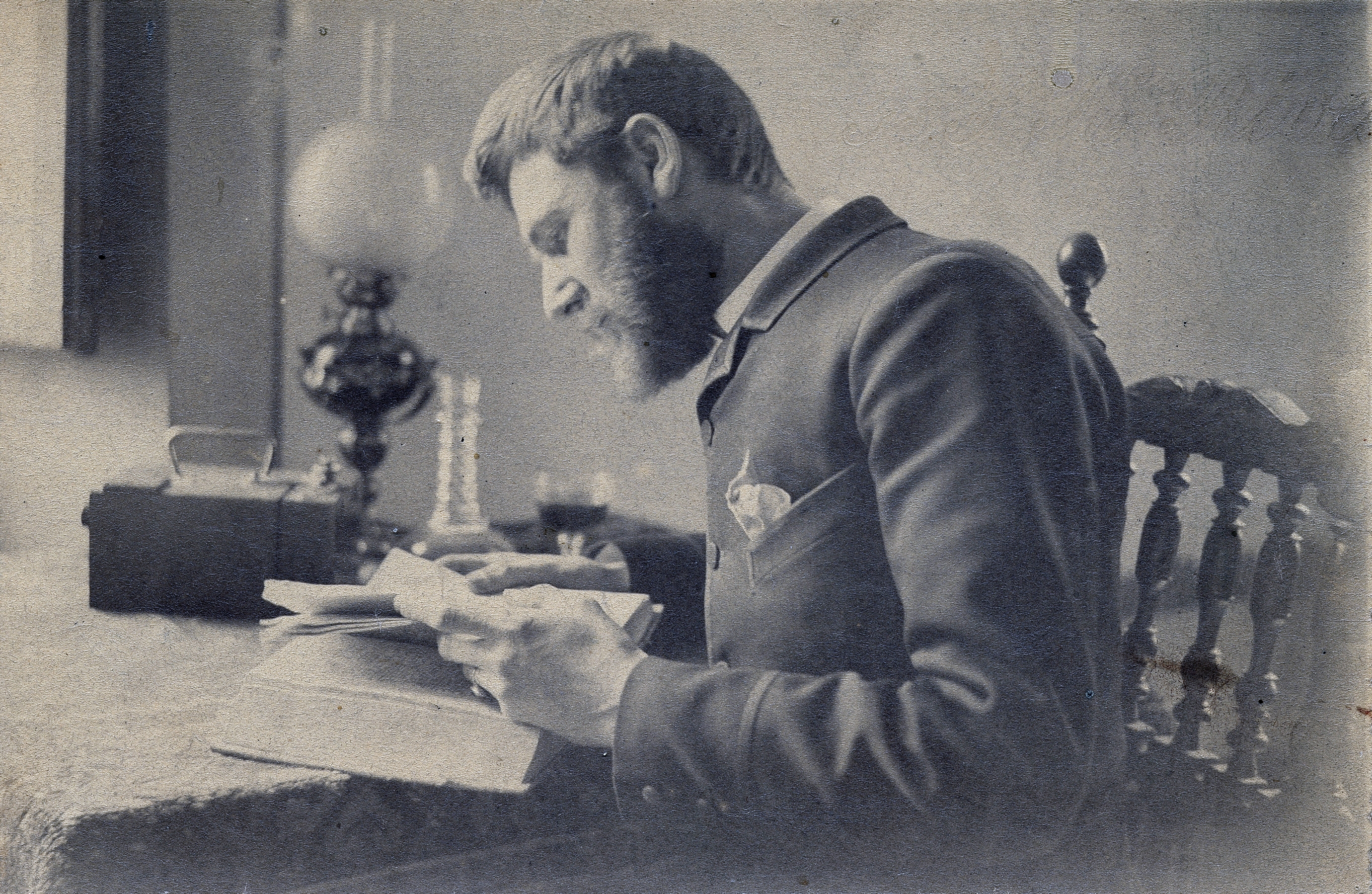
Robert Frederick Blum.

Robert Frederick Blum (9 de julio de 1857 - 8 de junio de 1903) fue un artista norteamericano nacido en Cincinnati, Ohio.
Fue empleado durante un tiempo en un taller litográfico, y aunque fue autodidacta, también estudió en la Art Academy of Cincinnati y en la Pennsylvania Academy of the Fine Arts de Filadelfia, donde empezó a destacar su talento y originalidad. 
Se instaló en Nueva York en 1879, donde publicó su primer croquis de malabaristas japoneses. Su trabajo para la revista Century Work de la Universidad de Utah empezaron a llamar la atención, así como sus ilustraciones para el poeta y periodista Sir Edwin Arnold. Su obra más importante es un gran friso realizado en el 1895 ubicado en el Mendelssohn Music Hall de Nueva York conocido como Music and the Dance.
Frederick Blum estuvo interesado mucho tiempo en Japón y su arte, hecho que quedó plasmado en su obra, como la ilustración realizada junto a W. J. Baer conocida como A Daughter of Japan, siendo portada de la revista Scribner's Magazine, una de las primeras portadas que se imprimieron en color en Estados Unidos. En la publicación del año 1893 de la misma revista, apareció su obra conocida como "Artist's Letters from Japan". Fue un admirador del artista español Mariano Fortuny, cuyos métodos de trabajo inspiraron su trabajo. Murió el 8 de junio de 1903 en la ciudad de Nueva York. Está enterrado en el cementerio de Spring Grove en su natal Cincinnati, Ohio.